# 布克兄弟

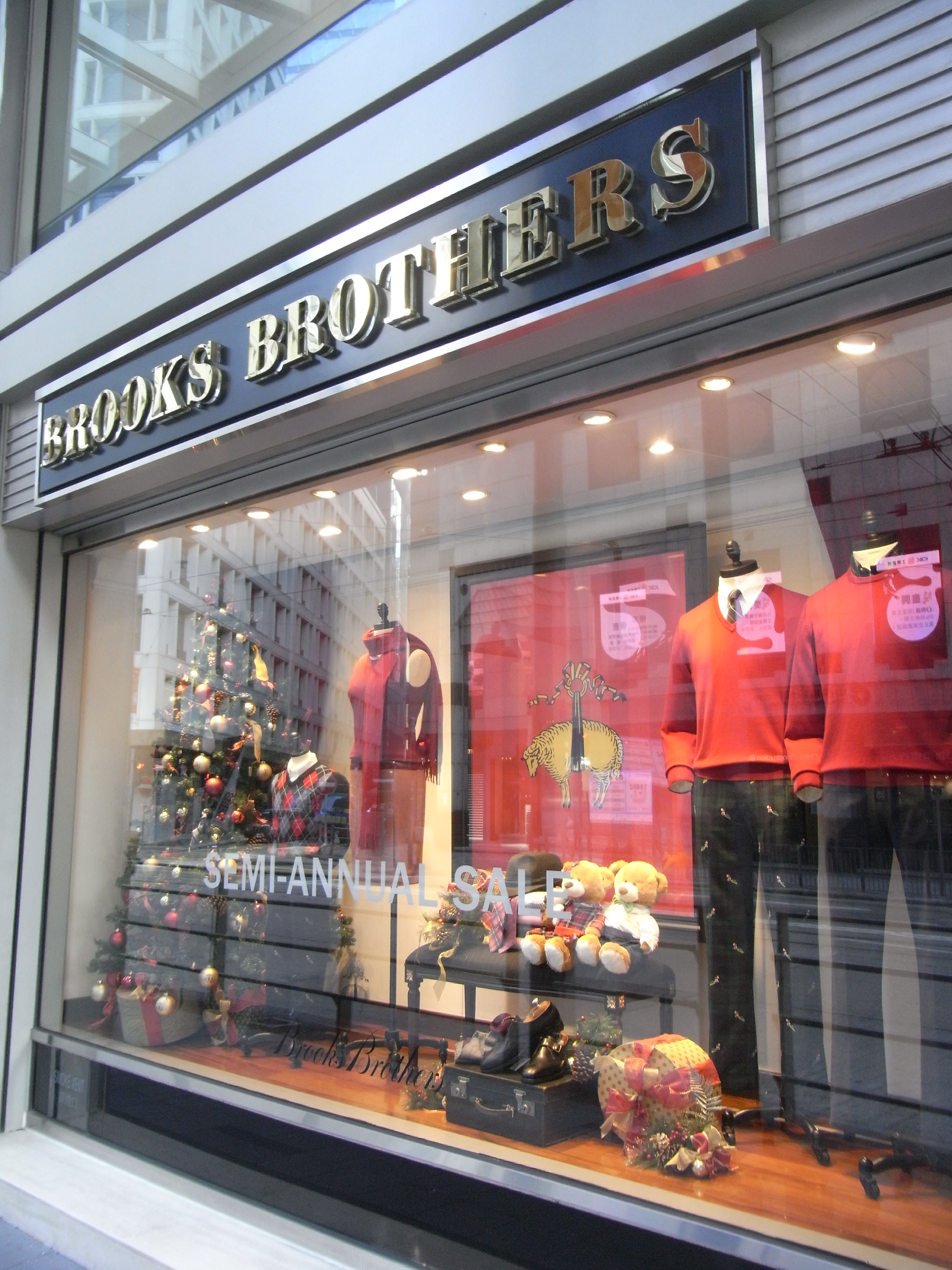
位於中環太子大廈的布克兄弟分店

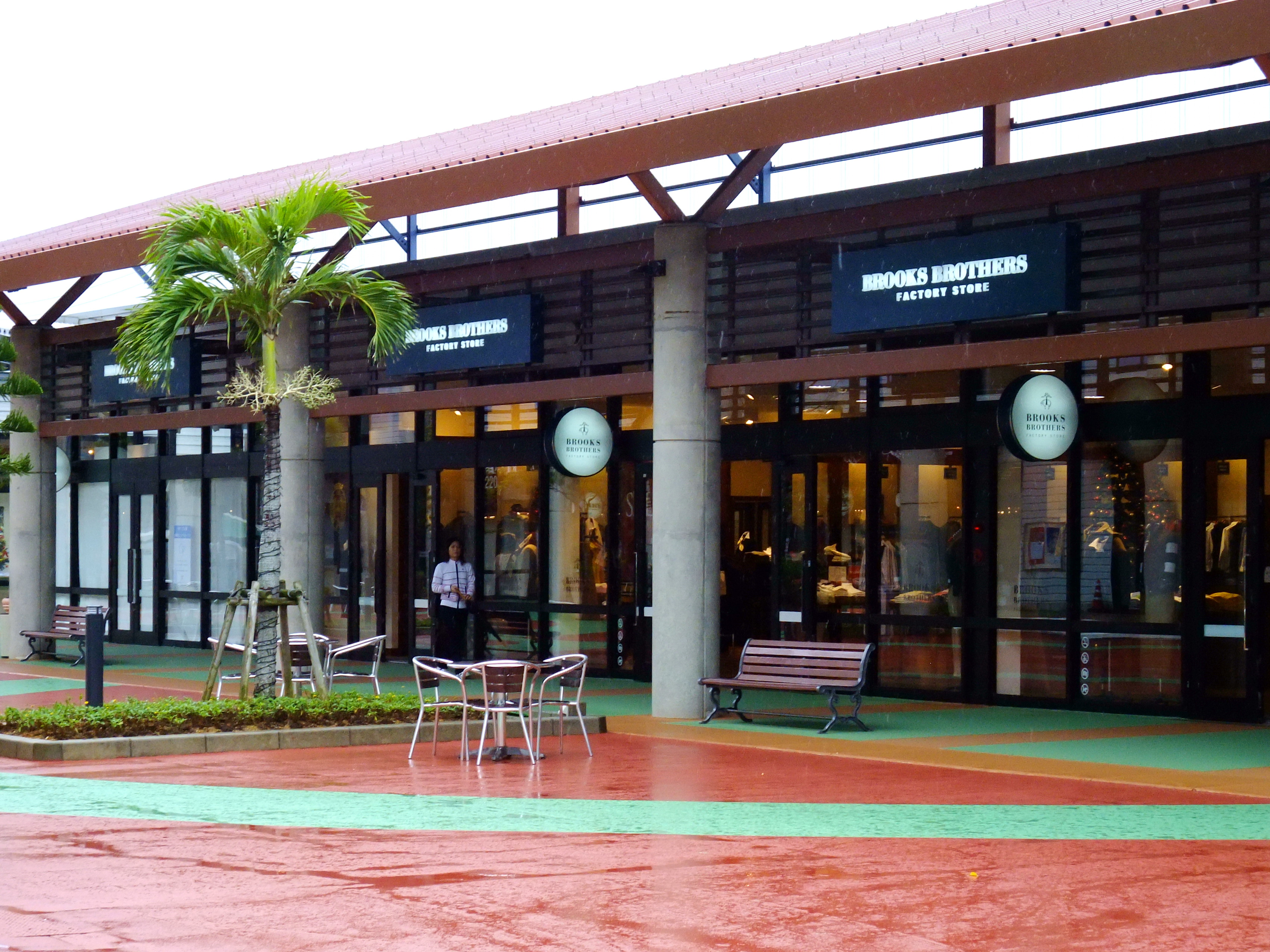
位於沖繩縣豐見城市Okinawa Outlet Mall Ashibinaa名牌折扣商場內的布克兄弟

布克兄弟（英語：Brooks Brothers）於1818年在紐約麥迪遜大道創立，是美國最老字號的服裝品牌之一。 該品牌於2001年被私營的羅薩奧蒂卡的子公司Retail Brand Alliance所收購。

## 歷史
1818年4月7日，年屆45歲的亨利·莎士·布魯克斯（Henry Sands Brooks）於美國紐約曼克頓凱瑟琳街與櫻桃街交界，開設了一間名為H. & D. H. Brooks & Co.的服裝店。1850年，他的3個兒子以利沙、丹尼爾和約翰承繼了這盤生意，並將之改名為「布克兄弟」。
布克兄弟是首個引入成衣概念到美國市場的品牌之一，前美國總統亞伯拉罕·林肯亦是它的忠實顧客。
公司於1998年被英國馬莎百貨收購，直至2001年再轉售給Retail Brand Alliance。
由2016年1月起，布克兄弟與連卡佛載思旗下華鐙集團成立雙方各佔一半股份的合資企業，合作關係的初始期限為10年，發展布克兄弟大中華地區，包括香港、澳門、台灣同中國區生意，合資公司將會接管布克兄弟大中華區90間分店，又計劃兩年內再開10間。
拉尔夫·劳伦最初在布克兄弟麦迪逊大街的商店当推销员。在一起著名的布克兄弟诉拉尔夫·劳伦案中，布克兄弟成功保留了标志性的“原版马球纽扣领”衬衫的权利。
受2019冠狀病毒病疫情影響，2020年7月8日，布克兄弟申请破产保护。2020年9月，正宗品牌集團與SPARC集團收購了布克兄弟。

## 外部連結
- 布克兄弟官方網站 （页面存档备份，存于）